# Los Angeles Film Critics Association Award alla miglior scenografia
Il Los Angeles Film Critics Association Award alla miglior scenografia (Los Angeles Film Critics Association Award for Best Production Design) è un premio assegnato annualmente dai membri del Los Angeles Film Critics Association alla migliore scenografia di una pellicola distribuita negli Stati Uniti nel corso dell'anno.

## Albo d'oro

### Anni 1990
- 1993: Allan Starski - Schindler's List - La lista di Schindler (Schindler's List)
- 1994: Dennis Gassner - Mister Hula Hoop (The Hudsucker Proxy)
- 1995: Bo Welch - La piccola principessa (A Little Princess)
- 1996: 
  - Brian Morris - Evita
  - Janet Patterson - Ritratto di signora (The Portrait of a Lady)
- 1997: Peter Lamont - Titanic
- 1998: Jeannine Oppewall - Pleasantville
- 1999: Rick Heinrichs - Il mistero di Sleepy Hollow (Sleepy Hollow)

### Anni 2000
- 2000: Timmy Yip - La tigre e il dragone (臥虎藏龍)
- 2001: Catherine Martin - Moulin Rouge!
- 2002: Dante Ferretti - Gangs of New York
- 2003: Grant Major - Il Signore degli Anelli - Il ritorno del re (The Lord of the Rings: The Return of the King)
- 2004: Dante Ferretti - The Aviator
- 2005: William Chang - 2046
- 2006: Eugenio Caballero - Il labirinto del fauno (El laberinto del fauno)
- 2007: Jack Fisk - Il petroliere (There Will Be Blood)
- 2008: Mark Friedberg - Synecdoche, New York
- 2009: Philip Ivey - District 9

### Anni 2010
- 2010: Guy Hendrix Dyas - Inception
- 2011: Dante Ferretti - Hugo Cabret (Hugo)
- 2012: Jack Fisk e David Crank - The Master[1]
- 2013: K. K. Barrett - Lei (Her)[2]
- 2014: Adam Stockhausen - Grand Budapest Hotel (The Grand Budapest Hotel)[3]
- 2015: Colin Gibson - Mad Max: Fury Road[4]
- 2016: Ryu Seong-hie - Mademoiselle (Agassi)[5]
- 2017: Dennis Gassner - Blade Runner 2049[6]
- 2018: Hannah Beachler - Black Panther[7][8]
- 2019: Barbara Ling - C'era una volta a... Hollywood (Once Upon a Time... in Hollywood)[9]

### Anni 2020
- 2020: Donald Graham Burt - Mank[10]
- 2021: Steve Saklad - Barb & Star Go to Vista Del Mar[11]